# Voodoo Vince
Voodoo Vince est un jeu vidéo sorti en décembre 2003 sur Xbox, et édité par Microsoft Games.
Le jeu a été remastérisé sur Microsoft Windows et Xbox One le 18 avril 2017.

## Trame
L'action du jeu se déroule dans une Nouvelle-Orléans revisitée. Vince est une poupée Vaudou appartenant à Madame Charmaine (une prêtresse vaudou). Une nuit, des brigands à la solde de Kosmo l'Impénétrable, un spectre « fauteur de troubles », venus pour voler la poussière de zombie à Mme Charmaine, la libèrent accidentellement ; celle-ci se répand en ville et provoque le chaos. Pour rattraper leur erreur, les deux décident d'enlever ladite Charmaine. Vince, animé par la poudre de zombie, va alors partir à la recherche de sa propriétaire, et va pour cela traverser plusieurs niveaux variés, et faire tout un tas de rencontres, chaque fois plus originales et surprenantes.

## Système de jeu
Celui-ci exploite évidemment les caractéristiques du héros Vince. Car, contrairement à la majorité des jeux, le joueur devra ici attaquer son propre personnage pour venir à bout de ses adversaires ! La poupée Vince pourra ainsi se brûler, s'électrocuter, se faire écraser, découper en morceaux... et tous les ennemis présents aux alentours subiront la même chose !
Voodoo Vince présente donc un gameplay relativement innovant. De plus, le jeu comporte pas mal d'humour (grâce aux bons doublages anglais), et les musiques de Jazz collent parfaitement à l'ambiance des différents niveaux.